# Alfred Kitzig

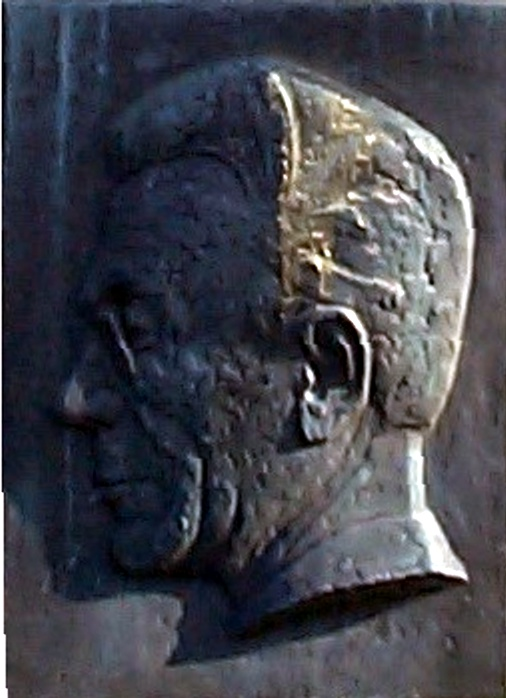
Alfred Kitzig, Brunnenrelief

Alfred Kitzig (* 9. Juli 1902 in Ahlen; † 15. Oktober 1964 in Kreuth) war ein deutscher Maler und Grafiker.

## Leben
Nach der ersten Ausbildung an der Kunstgewerbeschule in Dortmund begann Kitzig seine künstlerische Laufbahn als Maler in Berlin. Er war hier Schüler und später Meisterschüler mit eigenem Atelier in den Vereinigten Staatsschulen für Freie und Angewandte Kunst. Seine Radierungen machten Kitzig schon bald über die Grenzen Berlins bekannt. Im Atelier von Käthe Kollwitz erhielt er wesentliche Impulse für seine Arbeit. In der Zeit des Nationalsozialismus war Kitzig auf den Großen Deutschen Kunstausstellungen 1937, 1938 und 1940 bis 1944 mit 15 Werken vertreten. Er stand 1944 in der Gottbegnadeten-Liste des Reichsministeriums für Volksaufklärung und Propaganda.
Durch den Zweiten Weltkrieg wurde Kitzigs Berliner Atelier zerstört, und er kehrte in seine Geburtsstadt Ahlen zurück.

## Leistungen
Kitzigs Werke wurden auf allen großen Kunstausstellungen gezeigt. Seine Radierungen fanden ein starkes Echo.
In seinen Radierungen befasste sich Kitzig überwiegend mit bodenständigen und volkstümlichen Themen, so dass sich häufig Motive aus der Welt des Bauern und des Bergmanns in realistischer Darstellung finden. Daher begründeten vor allem seine grafischen Umsetzungen literarischer Stoffe Kitzigs künstlerischen Ruf. Hierzu zählen seine Illustrationen zu Rilkes Stundenbuch, Goethes Faust und Oscar Wildes Zuchthausballade.
Kitzigs Schaffen wurde durch folgende Auszeichnungen gewürdigt:
- 1927 Medaille der Preußischen Akademie der Künste Berlin
- 1928 Medaille des Kultusministers
- 1931 Preis des Vereins Berliner Künstler
- 1931 Medaille der österreichischen Kunstgemeinde
- 1931 Dürer-Preis der Stadt Nürnberg
- 1932 Großer Preußischer Staatspreis
- 1935 Westfälischer Grafikpreis Jung-Westfalen
- 1938 Kulturpreis der Reichshauptstadt Berlin
- 1941 Sauerländischer Kulturpreis der Stadt Hagen

## Werke
Die Ahlen-TV Reportage „Auf den Spuren von Alfred Kitzig – Ausstellung im Ahlener Kulturkeller“ zeigt beispielhaft verschiedene von Kitzigs Werken.

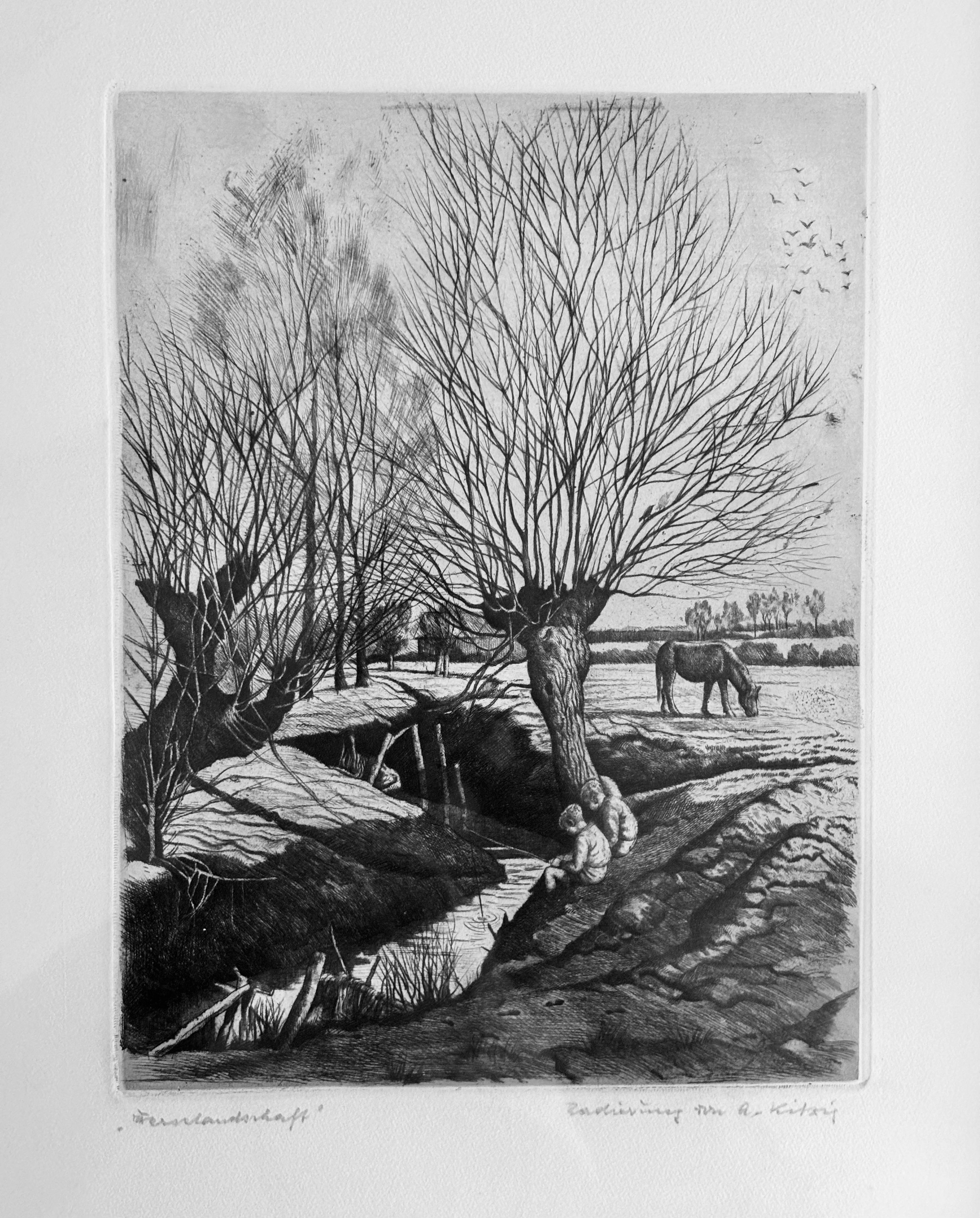
Radierung von Alfred Kitzig (Privatbesitz)